# Nobu Jo
Pour les articles homonymes, voir Jo.
Nobu Jo (城ノブ), 18 octobre 1872 - 20 décembre 1959) est une philanthrope chrétienne japonaise basée à Kobé. Elle est à la tête de la Kobe Woman's Welfare Association et attire l'attention internationale dans les années 1920 grâce à sa campagne de prévention du suicide. 

## Jeunesse
Nobu Jo est née dans la préfecture d'Ehime le 18 octobre 1872 et est la fille d'un docteur. Elle fait ses études dans une école de la mission chrétienne à Matsuyama. 

## Carrière
Jo est la fondatrice et la directrice de l'Association pour le bien-être des femmes de Kobe (Kobe Fujin Dojokai). Elle est aussi connue pour sa campagne de prévention du suicide,. À partir de 1916, près de Suma,, elle place de grandes enseignes bien éclairées dans les endroits à haut risque, notamment les gares et les ponts. Les panneaux indiquent aux visiteurs suicidaires de s’arrêter, d’attendre et de se rendre au domicile ou au bureau de Jo, s’ils éprouvent du désespoir. Jo pense que de nombreuses personnes suicidaires dans la ville subissent du stress, une mauvaise santé, une pauvreté et un isolement social, et que ces problèmes sous-jacents peuvent être résolus ou soulagés sans perte de vie. Elle reçoit des lettres la remerciant pour les panneaux et sauve des milliers de vie,. 

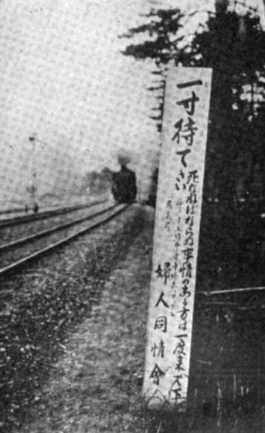
Un des panneaux de prévention du suicide de Nobu Jo, placé le long des voies ferrées près de Kobé ; extrait d'une publication de 1921.

Jo et son organisation ouvrent également un jardin d'enfants et aident les victimes de violence domestique. Elle protège des centaines de femmes de la maltraitance dans une résidence de Kobé, qu'elle a établie à cet effet, et une fois face à un homme en colère avec un couteau, elle lui dit : « Vous pouvez récupérer votre femme dès que vous deviendrez un homme honnête et que vous la mériterez. » Elle aide les femmes à organiser leurs études, leur emploi, leur logement, leurs voyages et leur garde d'enfants, mais elle leur offre également des conseils spirituels,. « Ses efforts sont infatigables, ses condoléances sont larges, ses méthodes efficaces, alors qu'elle poursuit son travail de sauvetage des femmes du suicide », déclare un journal australien en 1936. Son travail se poursuit tout au long de la Seconde Guerre mondiale et dans l'après-guerre, créant même une maison de retraite pour femmes plus âgées,. Jo devient sourde avec l'âge, est blessée dans un incendie pendant la guerre et est décrite comme "fragile" et "boiteuse" par les visiteurs au cours de ses dernières années,.

## Vie privée
Nobu Jo se marie en 1903. Elle meurt en 1959, à l'âge de 87 ans.  